# 克里希纳河

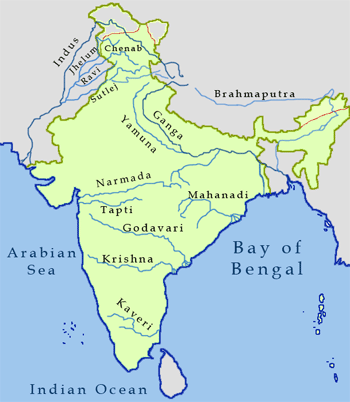
印度主要河流地圖

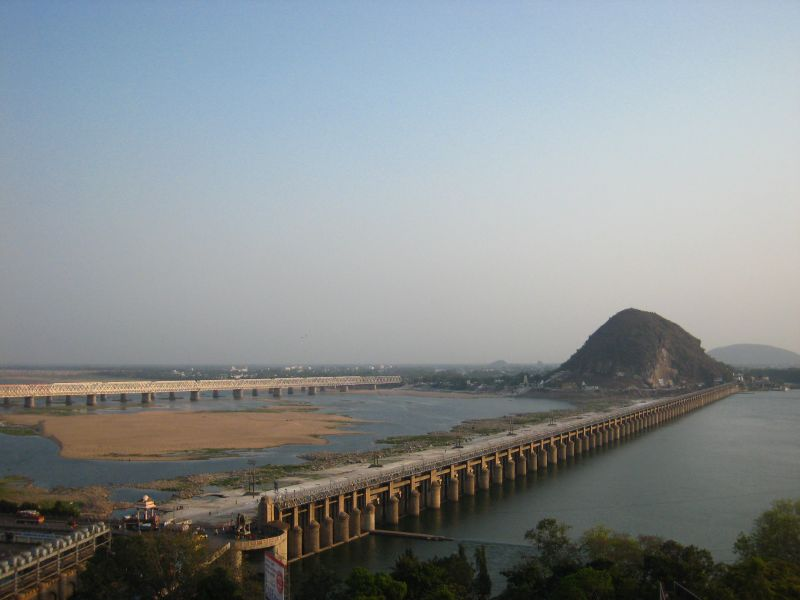
克里希纳河（2007年拍攝）

克里希纳河（Krishna River）是印度中南部最長的河流之一，河道全長1,400公里。
克里希纳河是全球對生態系統造成嚴重破壞的河流之一，河水湍急且水深達75呎（23米），在6月至8月的季候風季節時間，克里希纳河的侵蝕作用把上游肥沃的泥土沖往三角洲地區。传统上认为源头在马哈拉施特拉邦的默哈伯莱什沃尔。但也有认为是栋格珀德拉河的。
克里希纳盆地面積為258,948平方公里，佔印度領土的8%。